# Cmentarz żydowski w Zalewie
Cmentarz żydowski w Zalewie – znajduje się przy obecnej ul. Sienkiewicza i został założony przez kupca Josifa Saula Rosenbacha w 1829. Nekropolia zajmuje powierzchnię 0,10 ha. W 2006 udało się zlokalizować 44 groby. Cmentarz został zdewastowany w okresie III Rzeszy, pomimo to jednak należy do najlepiej zachowanych kirkutów w dawnych Prusach Wschodnich.